# Zhong Zhong i Hua Hua

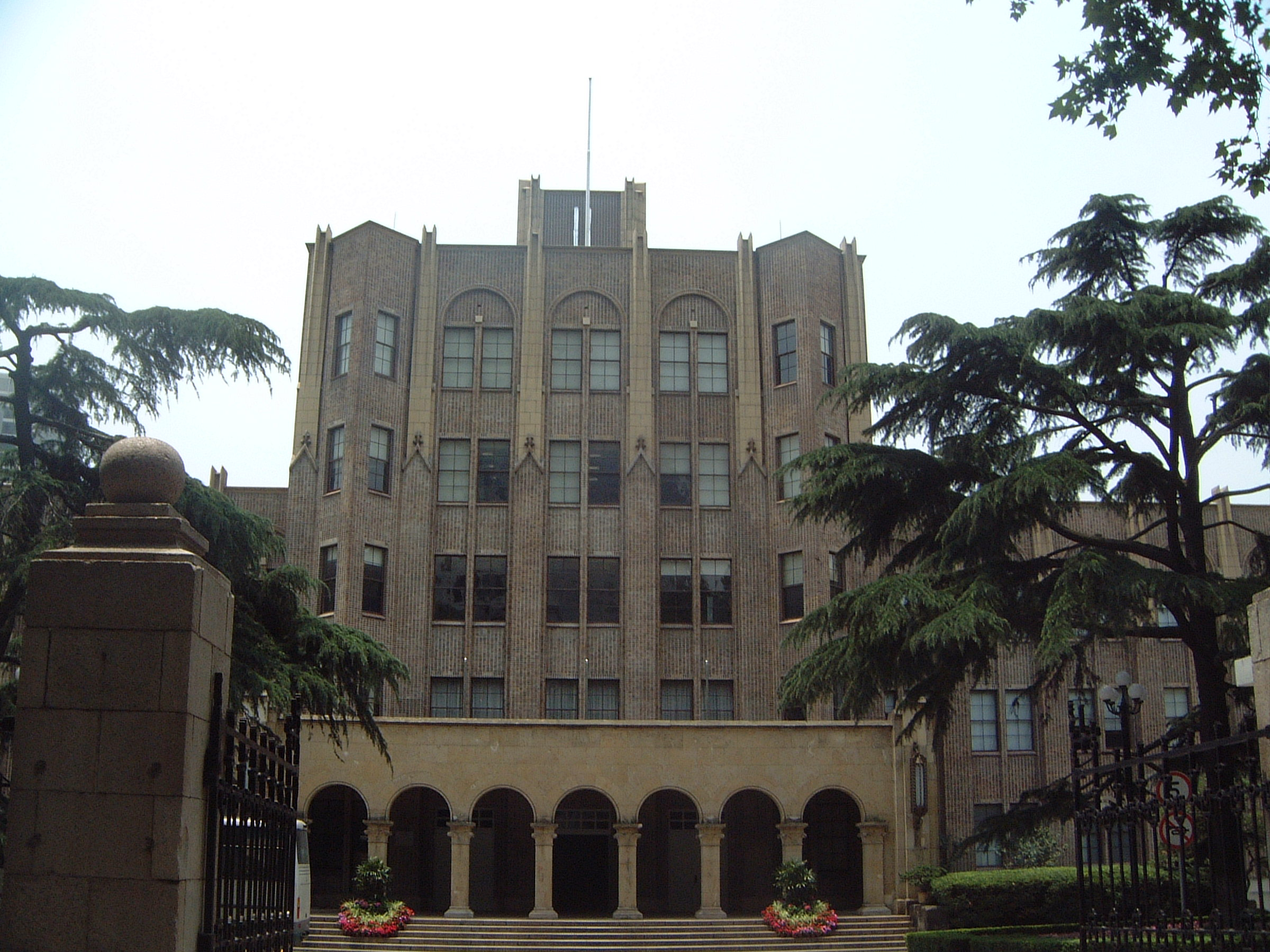
Seu de l'Institut de Neurociència de l'Acadèmia Xinesa de la Ciència, entitat que dugué a terme la clonació.

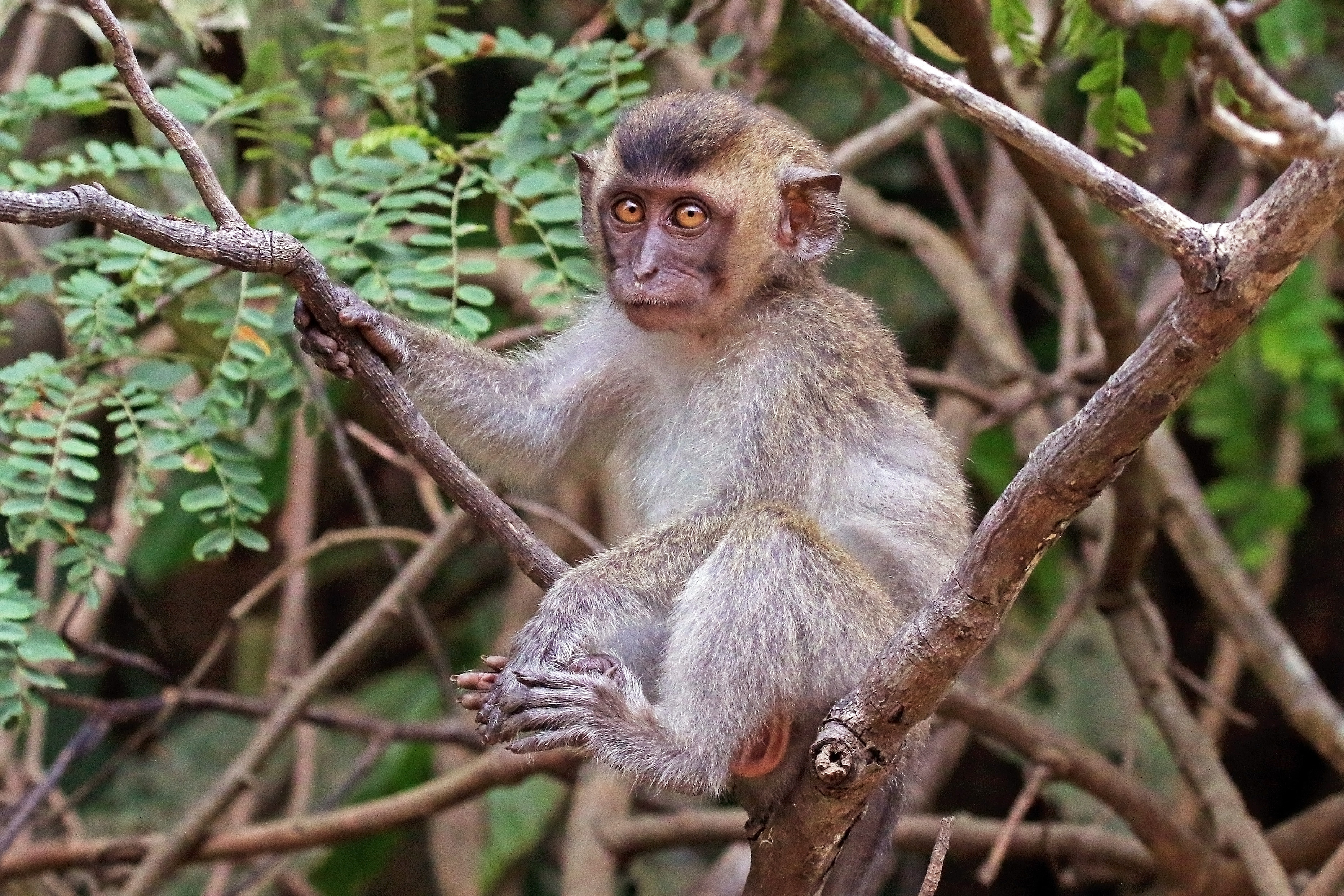
Macaco menjacrancs, primat de la mateixa espècie que Zhong Zhong i Hua Hua.

Zhong Zhong (en xinès simplificat: 中中, nascut el 5 de desembre 2017) i Hua Hua (en xinès simplificat: 华华, nascut el 5 de desembre 2017) són dos macacos menjacrancs (Macaca fascicularis) idèntics creats a partir de transferència nuclear de cèl·lules somàtiques (per les seves sigles en anglès, SCNT); la mateixa tècnica de clonació que s'emprà per a produir l'ovella Dolly. Són els primers primats clonats a partir d'aquesta tècnica. A diferència dels intents previs per a clonar primats, el nucli provenia d'una cèl·lula fetal i no pas d'un embrió. Els primats van néixer a l'Institut de Neurociència de l'Acadèmia Xinesa de la Ciència a Xangai.

## Etimologia
Els noms Zhong Zhong i Hua Hua provenen del xinès; concretament deriven de l'adjectiu zhonghua que literalment significa poble xinès.

## Antecedents
Des que els científics produïren el primer mamífer clonat, l'ovella Dolly, l'any 1996 emprant la transferència nuclear de cèl·lules somàtiques, s'han clonat satisfactòriament fins a 23 espècies de mamífers diferents, incloent gats, gossos, cavalls i rates. Malgrat això, la tècnica no havia reeixit en primats. La principal dificultat fou trobar la manera adequada de transferir el nucli perquè pogués suportar el creixement de l'embrió. Tetra (nascuda a l'octubre de 1999), una femella de macaco rhesus, va ser creada per un equip liderat per Gerald Schatten de l'Oregon National Primate Research Center (Centre Nacional de Recerca de Primats d'Oregon) fent servir una tècnica coneguda com a divisió d'embrions, que és menys complexa que el mètode emprat per a la creació de Zhong Zhong i Hua Hua.

## Precediment
Xhong Zhong i Hua Hua van ser produïts per científics de l'Institut de Neurociència de l'Acadèmia Xinesa de la Ciència a Xangai, liderats per Qiang Sun i Muming Poo. L'equip de científics va extreure el nucli dels fibroblasts d'un fetus i el van inserir en cèl·lules reproductores (òvuls) de les quals s'havia eliminat el nucli prèviament. L'equip va utilitzar dos enzims per a esborrar la memòria epigenètica dels nuclis transferits. Aquest pas va permetre als investigadors superar el principal obstacle que havia impedit l'exitosa clonació de primats fins aleshores. Posteriorment, van col·locar 21 d'aquests òvuls en mares substitutes. Sis de les mares van quedar embarassades i d'aquests sis embarassos dos van produir animals vius, tots dos macacos menjacrancs (Macaca fascicularis). Malgrat que la taxa d'èxit fou baixa, els científics es mostraren convençuts de que aquesta podria millorar.

## Implicacions
D'acord amb Muming Poo, la principal importància d'aquest esdeveniment fou que podria emprar-se per a crear micos genèticament idèntics per al seu ús en experiment amb animals. Malgrat que els macacos menjacrancs són actualment organismes models per als estudis d'ateroscleròsi, Poo va posar èmfasi en que podrien ser emprats per a estudis relacionats amb l'alzheimer o el parkinson.
El naixement dels dos primats clonats, va generar també algunes inquietuds en alguns sectors de la bioètica. Insoo Hyun de la Universitat de Case Western Reserve va qüestionar si la clonació d'aquests dos primats podia suposar una futura clonació humana. Poo va respondre que tècnicament seria possible clonar humans però que no hi havia cap previsió de fer-ho.